# نايف الروضان
نايف الروضان فيلسوف وعالم أعصاب وخبير بالجيوستراتيجية. عضو في كلية سان أنتونيو في جامعة أوكسفورد في المملكة المتحدة. يشغل منصب رئيس مركز الجيوستراتيجية والعولمة والأمن والمستقبل العالمي في مركز جنيف للسياسات الأمنية.

## مسيرته
بدأ نايف الروضان مسيرته كجرّاح وطبيب أعصاب، حيث كان طالباً في كلية الطب، وكان متأثراً بطبيب الأعصاب الشهير لورد جون والتن. تدرب على عمليات جراحة الأعصاب واطّلع على البحوث التي أجريت عليها، في مايو كلينيك (عيادة مايو)، روشستر مينيسوتا في الولايات المتحدة الأمريكية. وقد أصبح الرئيس المقيم لجراحة المخ والأعصاب، وكان متأثراً أيضاً بالدكتور ثورالف سنت، والدكتور ديفيد بيبقراس، والدكتور باتريك جاي كيلي في مايو كلينيك (عيادة مايو). وحصل على الدكتوراه في تمييز المواد الأفيونية، والمستقبلات الفرعية للنوروتنسين (ناقل عصبي موسع للأوعية) في المخ، مع الالتزام بمضادات استقبال الألم.
في عام 1993، كانت تربطه زمالة بجراحي الأعصاب في الكونغرس، والتحق بقسم جراحة المخ والأعصاب في كلية يال الطبية كعضو في جراحة الصرع وعلم الأعصاب الجزيئية تحت إشراف الدكتور دنيس سبنسر.
في عام 1994، أصبح نايف الروضان عضو في قسم جراحة المخ والأعصاب في مستشفى ماساتشوستس العام في كلية هارفارد الطبية، حيث كان يعمل على دراسة نيوروببتيد (علم الوراثة الجزيئية وتجديد الخلايا العصبية.(
في عام 1995، عُين في هيئة التدريس في كلية الطب بجامعة هارفرد، وأسس برنامج النيوروتكنولوجي مع فائز جائزة النوبل الدكتور جايمس أي مولر، والدكتور روبرت مارتوزا.
و قد أسس أيضاً المختبرات لجراحة المخ والأعصاب الخلوية والعلم التطبيقي لجراحة المخ والأعصاب في قسم جراحة المخ والأعصاب في مستشفى ماساتشوستس العام بكلية هارفرد الطبية.

### علم الأعصاب والعلاقات الدولية
منذ عام 2002 بدأ الدكتور نايف الروضان بتحويل تركيزه العلمي إلى التفاعل بين علم الأعصاب والعلاقات الدولية ومن خلال العديد من المنشورات أصبح رائداً في تطبيق علم الأعصاب والآثار العصبية والسلوكية للكيميائية العصبية والآليات الخلوية والتي تدعم العواطف وانعدام الأخلاق والأنانية والخوف والجشع والهيمنة، كما وصل إلى تحليل وتصور الاتجاهات في مجال الجغرافيا السياسية المعاصرة والأمن العالمي والأمن القومي وأمن امتداد الثقافات والحرب والسلام.
وفي عام 2006 انضم الدكتور نايف الروضان إلى مركز جنيف للسياسات الأمنية في جنيف بسويسرا كأحد كبار الباحثين في الجيوستراتيجية وقائدا للجغرافيا السياسية للعولمة وبرنامج الأمن العالمي.
وفي عام 2009 أصبح الدكتور نايف الروضان عضوا بارزا في كلية سانت انطونيو بجامعة أكسفورد حيث يقوم بعدة أعمال منها تحليل نقاط التحول الحاسمة في العالم العربي والإسلامي وعلاقة الجغرافيا السياسية في حاضرهم ومستقبلهم الإقليمي والعالمي. وتشمل اهتماماته الجيوستراتيجية الحالية ما يلي: الجغرافيا السياسية للشرق الأوسط والأمن الوطني والعالمي الدائم والجغرافيا السياسية للفضاء الخارجي والتقنيات الإستراتيجية والمخاطر المتعاقبة للاستراتيجيات العالمية. أما اهتماماته الفلسفية فتشمل: العدالة العالمية وكرامة الإنسان والنظام الدولي والتاريخ المشترك للإنسانية وأمن امتداد الثقافات وتعاونها فلسفة التاريخ المستمر وكرامة الإنسان وتاريخ الأفكار والفلسفة العصبية للطبيعة البشرية وآثارها على الحرب والسلام والتعاون الأخلاقي السياسي بين المذاهب والدول والثقافات.

### مؤلفاته
فلسفة الطبيعة البشرية " الأنانية اللاأخلاقية العاطفية ": في عام 2008 نشر الدكتور نايف الروضان نظريته عن العصبية الكيميائية القائمة على الطبيعة البشرية. حيث يقول أن الفرضية الدائمة بأن سلوك الإنسان محكوم بالمبادئ الأخلاقية والعقل يتعارض مع استمرار وجود الحرمان والظلم والوحشية وعدم المساواة والصراع بين البشر. ويعتمد في هذه النظرية على مجموعة واسعة من المناهج الفلسفية والنفسية والتطورية للطبيعة البشرية بالإضافة إلى البحوث العلمية العصبية. ويقول بأن سلوك الإنسان محكوم بالدرجة الأولى "بالمصلحة الشخصية العاطفية" وأن عقل الإنسان "صفحة بيضاء " كما يقول الروضان أن: "معظم البشر ليسو ذو أخلاق وليسو بدون أخلاق ولكنهم بالفطرة عديمو الأخلاق وأن الظروف والاحتياجات هي التي تحدد أهمية وجود بوصلة البشر الأخلاقية. ويشير الروضان إلى أن هذا الأمر له آثار عميقة على إعادة تنظيم آليات الحكم على كل المستويات مع التشديد على دور المجتمع والنظام العالمي فيما يتعلق بالاستقرار والأمن والسلام والتعاون والعدالة وأمن الإنسان وبناء الهوية وعلاقات دمج الثقافات والصراع والاستعلاء العرقي وكراهية الأجانب والمبادئ الأخلاقية والحكم العالمي.

#### نظريته في الطبيعة البشرية
نظرية الروضان في الطبيعة البشرية تتحدى وجهات نظر كلاً من هوبز وروسو وتضع الأساسيات لنهج واعد وواقعي. وهي أيضاً من الدعاة القائلين بأن (البوصلة الأخلاقية) أو النطاق الأخلاقي لشخص ما يستطيع أن يؤثر بشكل إيجابي في المجتمع بمختلف آلياته وأُطُره عن طريق السلوكيات البناءة، الروضان أيضاً اقترح مفهوم أسماه (الخوف المنتج للعدوان الوقائي) يحذرنا فيه من الشعور بعدم الرضا عن فضائل الطبيعة البشرية. هذا الكتاب تحت عنوان (العاطفة الأنانية غير الأخلاقية) يستعرض الروضان في هذا الكتاب نظرية الفلسفة العصبية في الطبيعة البشرية وآثاره على الأمن العالمي (برلين، LIT،2008).
وقد علق على هذا الكتاب البروفسيور مايكل فريدين من جامعة أكسفورد قائلاً: «هذا الكتاب الطموح وواسع النطاق يقدم لنا توليفة من المناهج الفلسفية والعلمية للطبيعة البشرية كما يعرض لنا نداء قوي لمجموعة من القيم الإنسانية العالمية. جاذبية هذا الكتاب تكمن في حجته القوية التي تقول بأنه يجب أخذ الجانب العاطفي من الطبيعة البشرية بجدية، إذا أردنا أن نصمم نُظم فعالة للتعاون السياسي والأخلاقي كما أن فكرنا السياسي يحتاج إلى أن يكون ملهماً عن طريق العواقب النفسية والعصبية لكمايئية أدمغتنا»

#### نظرية العلاقات الدولية: "الواقعية التعايشية
في عام 2007 نشر الدكتور نايف الروضان نظريته "الواقعية التعايشية في العلاقات الدولية والتي تناسب العالم المتصل والمترابط والعالمي. الواقعية التعايشية توسع عدد الجهات الفاعلة المتحدة في السياسة العالمية إلى جانب الجهات الفاعلة الحكومية وغير الحكومية وكما أنها تسمح بالمنافسة الخالية من الصراع فهي تسمح أيضاً بالكسب بشكل كامل في التعايش ولكن في إطار وقعي. وتفترض نظرية الواقعية التعايشية أن السلام والأمن يمكن أن يتحقق من خلال نظام الحكم الذي يضمن تعايش مفيد ومتبادل لعدد كبير من الأطراف الفاعلة بالإضافة إلى تلبية الاحتياجات الإنسانية في كل أماكن التعايش). وضع عنوان الكتاب: الواقعية التعايشية: نظرية العلاقات الدولية في عالم مترابط وسريع (Symbiotic Realism: A Theory of International Relations in an Instant and an Interdependent World (Berlin: LIT Verlag, 2007).
وتعليقا على هذا الكتاب، قال السفير ثيودور وينكلر من مركز جنيف للرقابة الديمقراطية على القوات المسلحة DCAF : «هذا الكتاب يعتبر ثروة إنه بحث شامل وكتاب متقن بحيث يتقدم بنظرية العلاقات الدولية إلى الأمام بشكل ملحوظ من خلال دمج الجوانب المهمة مثل: الجنس (النوع) وتغير المناخ والوصول إلى الموارد الطبيعية والثقافة والحضارة بحسب المفاهيم الحالية. كما أنه يتميز بالإنسانية العميقة والتسامح الثقافي بالإضافة إلى الحس المشترك باختصار: مساهمة مهمة في الحوار الدولي».

#### فلسفة التاريخ: التاريخ المستدام وكرامة الإنسان
في 2009، قام الدكتور نايف الروضان كذلك بنشر فلسفته في التاريخ والتي ناقش فيها دور الحكم الرشيد والصراع الدائم بين (صفات الطبيعة البشرية) و (حاجات الكرامة الإنسانية) في استدامة التاريخ أو أي نظام سياسي. في كتابه هذا قدم الدكتور نايف مصطلح «الانتصار الحضاري» عبر نموذجه «المحيط الشامل للحضارة الإنسانية». كما أكد في كتابة أيضاً أن تحقيق الكرامة للجميع، في كل زمان وتحت أي ظروف هو المحرك والدافع للتاريخ البشري وهو ما يضمن استدامته. وفي هذا الصدد يرى نايف الروضان «أن نموذج الحكم الرشيد الذي يحد من تجاوزات الطبيعة البشرية ويضمن تحقيق جو تسوده السعادة والإنتاجية عن طريق تعزيز المنطق والكرامة كمتطلب أساسي». يحمل هذا الكتاب عنوان «التاريخ المستدام وكرامة الإنسان: فلسفة التاريخ والانتصار الحضاري» (عن دار "LIT Verlag" بيرلين، 2009(.
و قد علق الرئيس الرئيس جيمي كارتر الرئيس التاسع والثلاثون للولايات المتحدة على الكتاب قائلاً: «لقد جعلنا الدكتور نايف الروضان أمام تحدي التعامل مع التاريخ وكيف يمكن أن يقودنا ذلك إلى تحسين الظروف البشرية. هذا الكتاب يمثل آرائه حول كيفيه تحقيق التاريخ المستدام القائم على الكرامة الإنسانية. من وجهة نظره، يتطلب ذلك حكماً رشيداً وأساسه» المنطق والأمان وحقوق الإنسان والمسائلة والشفافية والعدل والفرص والإبداع والشمولية «وأنا أتفق مع ذلك، وأتمنى أن يجد المنهج المطروح في هذا الكتاب الكثير من الأتباع.»
كما علق اللورد جيديز من ساوثجيت عضو مجلس اللوردات البريطاني والرئيس السابق لكلية لندن للعلوم الاقتصادية على الكتاب قائلاً:«ليس باستطاعة أي شخص يسعى لفهم الظروف الحالية أن يتجاهل كتاب الدكتور الروضان الملهم وتحليله عميق لجوهر القيم التي يمكن أن يستند ويستدام عليها أي حكم رشيد فعال».

#### نظريات أخرى
نظرية المعرفة: الفيزيائية العصبية العقلية أقترح الروضان نظرية المعرفة التي تدعى بـ «الفيزيائية العصبية العقلية»
نظرية المعرفة للروضان تسلّم بدور التفسير، معنى البيانات والمنطق في اكتساب المعرفة وهذه المعرفة غير محدّدة إلى حدٍ ما. يشير الروضان إلى أن هذه المعرفة يمكن أن تكون أيضاً مقيدة حسب الوقت أو المكان أو الثقافة وأن كل مصادر الطاقة ماديّة حتى لو لم يمكن ملاحظتها مع تقنياتنا الحالية والمعرفة مما يجعل وجودها «حقائق ممكنة تخضع للإثبات» ويضيف أن الأفعال العاطفية والإدراك وكل عمليات التفكير الأخرى أيضاً تعتبر ماديّة. ضمّن هذا في فلسفته من كتاب تاريخ المستدامة وكرامة الإنسان: فلسفة التاريخ والانتصار الحضاري.

#### نموذج الأمن العالمي: “ قاعدة المجموع المتعدد للأمن
يطرح الدكتور نايف الروضان «قاعدة المجموع المتعدد للأمن» والتي تُعزز تفاعل التعاون الأمني بين الدول والثقافات والمفيد لكل الأطراف والمبني على العدالة العالمية. وهذه القاعدة تُؤكد على وجوب تعزيز العدالة الدولية لتكون هي مركز السياسة العالمية. وليس ذلك لأسباب نفعية وإنما من أجل تحقيق مصالح دائمة للدول وللثقافات. وقد عُنون هذا الكتاب «الأبعاد الخمسة للأمن العالمي: اقتراح قاعدة المجموع المتعدد للأمن».
(برلين: الناشر ليت، 2007(

#### سياسة التقنيات الإستراتيجية الناشئة: مفهوم ما بعد الإنسانية الحتمي
طرح الدكتور الروضان في كتابه (The Politics of Emerging Strategic Technologies: Implications for Geopolitics, Human Enhancement and Human Destiny) (سياسة التقنيات الاستراتيجية الناشئة: آثارها ومدلولاتها على الجغرافيا السياسية والتعزيز البشري ومصير الإنسان ومفهوم (Inevitable Trans humanism) مابعد الإنسانية الحتمي)، حيث ناقش فيه أن التعزيز والتطور الإنساني لمرحلة ما بعد الإنسانية هو أمر حتمي لا محالة بسبب الدوافع والسمات البشرية العاطفية والأخلاقية والذاتية. واستعداداً لمواجهة تلك التحديات، قام د.الروضان بمناشدة المجتمع العالمي وعلى نحو عاجل لإنشاء قواعد وضوابط أخلاقية وقانونية للموازنة بين الحاجة للابتكار ولضمان الكرامة البشرية. كما قام أيضاً بتحليل التفاعل بين التقنيات الاستراتيجية الناشئة، الجغرافيا السياسية والسلطة الوطنية.
وفي تعليقه على الكتاب، سجل الدكتور جيمس لويس (James Lewis)، زميل ومدير برنامج التقنية والسياسة العامة بمركز الاستراتيجيات والدراسات الدولية (CSIS) في العاصمة واشنطن بالولايات المتحدة مدى إعجابه بنظرية د.الروضان للتفاعل بين التقنيات الحديثة والسلطة الوطنية حيث ذكر انها تتعدى التقديرات الآلية لاكتشاف الآثار الاجتماعية والسياسية لعالم أعيد تشكيله بالتغيرات التقنية. وذكر أن النقاش حول التعزيز البشري من خلال العقاقير والتلاعب الجيني قد أثار العديد من المشاكل الجديدة والمعقدة على الصعيد السياسي والأخلاقي لعالم مختلف على وشك الظهور. كما يتفرد كتاب د.الروضان بنقاشات فريدة ومتميزة عن نتائج التقنيات الحديثة والتي من شأنها أن تستخدم كدليل لأحد القوى الأساسية لتشكيل السياسة الدولية.
كما أضاف البروفيسور جيوفاني دي ميتشل (Giovanni De Micheli) مدير معهد الهندسة الكهربائية ومركز الأنظمة المتكاملة في المعهد الفيدرالي السويسري للتقنية (EPFL) في لوزان بسويسرا: أن د.نايف الروضان قام في كتابة بإعطاء نظرة واسعة عن التقنيات الحديثة ودورها في تمكين الإنسان من مواصلة التطور. كما تناول بشكل شامل الاتجاهات الأساسية لتلك الاستراتيجيات التقنية وأثرها الكبير على الجغرافيا السياسية والاستراتيجية ذات الصلة. وضمن الإطار، سلط الضوء على الحاجة الماسة لإعداد سياسات بين الأمم لضمان حرية اختيار المصير وحفظ الكرامة الإنسانية في كل زمان ومكان. إن هذه الدراسة هي رحلة علمية مثيرة إلى المستقبل من شأنها أن تسحر القارئ وتشجع المجتمع على التأمل في الطبيعة البشرية والمسؤوليات المتعلقة بها.

### الجوائز التي حصل عليها
الجوائز في علم المخ والأعصاب:
تسلّم الدكتور نايف الروضان عن أبحاثه الجوائز التالية:
- جائزة سير جيمس سبينس
- جائزة القيب
- جائزة الفارقوهار موراري
- جائزة الجمعيّة الأمريكية لجرّاحي المخ والأعصاب (مرّتان).
- جائزة المينينجر
- جائزة الطبيب المُقيم السنويّة لكونجرس جرّاحي المخ والأعصاب
- جائزة الباحث الشاب للجمعيّة الأمريكية لجرّاحي المخ والأعصاب
- جائزة الزمالة السنويّة لكونجرس جرّاحي المخ الأعصاب